# Pseudagrion malabaricum
Pseudagrion malabaricum är en trollsländeart som beskrevs av Fraser 1924. Pseudagrion malabaricum ingår i släktet Pseudagrion och familjen dammflicksländor. IUCN kategoriserar arten globalt som livskraftig. Inga underarter finns listade i Catalogue of Life.